# Janine Turner
Pour les articles homonymes, voir Turner.
Janine Turner, de son vrai nom Janine Loraine Gauntt, est une actrice, productrice, réalisatrice, scénariste et monteuse américaine née le 6 décembre 1962 à Lincoln, Nebraska (États-Unis).

## Biographie
Elle est née à Lincoln au Nebraska. Elle est la fille de Janice Loraine, agent immobilier et Turner Maurice Gauntt, militaire de carrière, pilote dans l'United States Air Force. Ses parents viennent du Texas. Elle débute au cinéma en 1978. Elle ne s'est jamais mariée. Elle a eu une fille, Juliette Turner-Jones, en 1997. Elle a fréquenté Alec Baldwin, Troy Aikman, Mikhail Baryshnikov et Sylvester Stallone,.

## Filmographie

### comme actrice
- 1981 : Behind the Screen (série télévisée) : Janie-Claire Willow
- 1982 : Docteurs in love (Young Doctors in Love) : cameo
- 1982 : Hôpital central (General Hospital) (série télévisée) : Laura Templeton
- 1986 : Another World (série télévisée) : Patricia Kirkland
- 1986 : Knights of the City : Brooke
- 1986 : Taï-Pan : Shevaun Tillman
- 1988 : Incidents de parcours (Monkey Shines) de George Andrew Romero : Linda Aikman
- 1989 : Potins de femmes (Steel Magnolias) : Nancy Beth Marmillion
- 1990 : L'Ambulance (The Ambulance) : Cheryl
- 1990 - 1995 : Bienvenue en Alaska (Northern Exposure) (série télévisée) : Maggie O'Connell
- 1993 : Cliffhanger : Traque au sommet (Cliffhanger) : Jessie Deighan
- 1997 : The Curse of Inferno : Layla Moanes
- 1997 : La piste de la délivrance (Stolen Women, Captured Hearts) (TV) : Anna Brewster-Morgan
- 1997 : Petit poucet l'espiègle (Leave It to Beaver) : June Cleaver
- 1998 : Circle of Deceit (TV) : Terry Silva
- 1998 : La Beauté de l'âme (Beauty) (TV) : Alix Miller
- 1999 : Choc mortel (Fatal Error) (TV) : Dr. Samantha Carter
- 1999 : Un amour secret (A Secret Affair) (TV) : Vanessa Stewart
- 2000 : Docteur T et les femmes (Dr T and the Women) : Dorothy Chambliss
- 2000-2002 : La Vie avant tout (Strong medicine) (TV) : Dr. Dana Stowe
- 2004 : Trip in a Summer Dress
- 2004 : Birdie and Bogey : Amy
- 2004 : No Regrets : Cheryl
- 2004 : Trip in a Summer Dress : Mama
- 2005 : Walker, Texas Ranger : Kay Austin
- 2006 : Miracle Dogs Too (vidéo) : Paula Wells
- 2007 : Premiers Doutes : Jean Harper
- 2015 : Prémonitions (Solace) d'Afonso Poyart : Elizabeth Clancy
- 2024 : Cliffhanger 2 de Ric Roman Waugh : Jessie Deighan Walker

### comme productrice
- 1998 : Circle of Deceit (TV)

### comme réalisatrice
- 2004 : Trip in a Summer Dress

### comme scénariste
- 2004 : Trip in a Summer Dress

### comme monteuse
- 2004 : Trip in a Summer Dress